# Contramarcha de Paipa
La contramarcha de Paipa fue un movimiento estratégico llevado a cabo por el general Simón Bolívar comandante supremo de las fuerzas independentistas, realizado el entre la noche del 4 de agosto y la madrugada del día 5 de agosto de 1819, dos días antes de la decisiva batalla de Boyacá que cerró con éxito la Campaña Libertadora de Nueva Granada.

## Descripción
Bolívar ocupó la hacienda El Salitre, situada en las proximidades del pantano de Vargas, hasta el 4 de agosto. Ese día, terminado el almuerzo, da la orden de marchar hacia Venezuela. Todos lo hacen a disgusto pues aunque las bajas en el Pantano de Vargas fueron importantes y durante todo el día de la batalla sintieron el peso de la derrota, también estaban convencidos de que las dos cargas de caballería no solo nivelaron los resultados sino que les dieron un sabor a victoria.
El general Barreiro informado de los movimientos del ejército patriota, decide pasar la noche en el campamento de Loma Bonita y solicita al gobernador de Tunja, teniente coronel Juan Loño, que con toda la tropa que tiene disponible y el Batallón Tercero de Numancia, lo alcancen el día 5 de agosto en Paipa, donde espera terminar con el ejército libertador en una sola batalla.
Caída la noche, muy oscura, a las 8:00 p. m. Bolívar ordena contramarchar sobre Paipa y anuncia la pena de muerte para quien hable, fume o prenda lumbre. El ejército patriota atraviesa la población al filo de la medianoche; los jinetes forran con parte de sus ropas las patas y los cascos de los caballos, para evitar que suenen en el empedrado de las calles, se dice que pasaron a menos de tres kilómetros de donde acampaba el ejército español.    
A la una de la mañana, Bolívar, ordena a la caballería que se adelante por los lados de Toca, precedida por una avanzada de protección a fin de prevenir una emboscada. Está dirigida por Juan Mellao y tiene la consigna de tomarse la ciudad de Tunja. A las cinco de la mañana, Juan Loño abandona la ciudad para dirigirse por el camino real a Paipa, con 200 hombres y tres piezas de artillería, dejando unos pocos soldados que deberían encargarse de cuidar el orden público.  A las seis de mañana, por el camino de Toca, aparece la caballería patriota y se toma la ciudad sin dificultad. A  esa misma hora el General Barreiro se entera de que Bolívar se encuentra a sus espaldas y que ha perdido contacto con la capital del virreinato. Entonces se vuelve para él prioritario tomar contacto con Santafé y avanza a marcha forzada para cortar un posible avance de Bolívar hacia la capital. De Paipa va a Sotaquirá, pasa por el páramo de Cómbita y Motavita mientras un piquete de caballería dirigido por un guerrillero llamado Félix Pabón y otras unidades de los granaderos a Caballo, van atacando su retaguardia y tomando prisioneros.
Tiene la duda de eludir a Bolívar, o enfrentarlo, pero como militar valeroso y con muy alto sentido del honor, es incapaz de rehuir la batalla y opta por el camino al Puente de Boyacá en donde se sella su destino y el de la Gran Colombia.
Solamente hasta las once de la mañana del día 5 de agosto entra a Tunja la tropa libertadora, en medio de las aclamaciones del pueblo. La ciudad se vuelca a servir al ejército triunfante que está necesitado de todo : ropa. descanso, comida, soldados y de allí el meritorio título de Taller de la Libertad que le confiere el Libertador.

## Consecuencias
El 7 de agosto Bolívar, es informado del avance de Barreiro y decide cortarle el paso en el puente del río Teatinos, en aquellos días conocido con el nombre de puente de Bojacá y que hoy llamamos puente de Boyacá. Cuando Barreiro se aproxima al puente, tiene que dar un descanso y almuerzo a su tropa pues ha caminado a marcha forzada desde el amanecer pero, es informado de una avanzada de cien hombres de a caballo que rondan el lugar. Es entonces cuando baja de la montaña todo el ejército patriota para rematar la jornada gloriosa, luego de haber escogido estratégicamente el lugar a diferencia de lo ocurrido en el Pantano de Vargas.